# Filmfare Awards (1970)
17-я церемония награждения Filmfare Awards прошла 11 мая 1970 года в городе Бомбей. На ней были отмечены лучшие киноработы на хинди, вышедшие в прокат до конца 1969 года.
Кинокартина Шакти Саманты – «Преданность» была названа «Лучшим фильмом года». Яш Чопра завоевал статуэтку «Лучший режиссёр» за фильм «Ittefaq», а Ашок Кумар стал лучшим актёром благодаря роли в фильме «Четырнадцать лет спустя», а Шармила Тагор — лучшей актрисой благодаря роли в «Преданности».
Награды в категории «Лучший документальный фильм» была удостоена кинолента Then, The Rain режиссёра Рамеша Гупты.

## Список лауреатов и номинантов

### Основные премии
| Категории                         | Фото лауреатов   | Лауреаты и номинанты                                        | Фильмы                                                      | Роли                                                        |
| --------------------------------- | ---------------- | ----------------------------------------------------------- | ----------------------------------------------------------- | ----------------------------------------------------------- |
| Лучший фильм                      | Лучший фильм     | • «Четырнадцать лет спустя» (реж. и прод. Ришикеш Мукерджи) | • «Четырнадцать лет спустя» (реж. и прод. Ришикеш Мукерджи) | • «Четырнадцать лет спустя» (реж. и прод. Ришикеш Мукерджи) |
| Лучший фильм                      | Лучший фильм     | • «Преданность» (реж. и прод. Шакти Саманта)                |                                                             |                                                             |
| Лучший фильм                      | Лучший фильм     | • «Единожды солгав…» (реж. и прод. Л. В. Прасад)            |                                                             |                                                             |
| Лучшая режиссёрская работа        |                  | • Л. В. Прасад                                              | «Единожды солгав…»                                          | «Единожды солгав…»                                          |
| Лучшая режиссёрская работа        | • Шакти Саманта  | «Преданность»                                               | «Преданность»                                               |                                                             |
| Лучшая режиссёрская работа        | • Яш Чопра       | «Ittefaq»                                                   | «Ittefaq»                                                   |                                                             |
| Лучшая мужская роль               |                  | • Ашок Кумар                                                | «Четырнадцать лет спустя»                                   | Шивнат «Джогги Тхакур» Чаудхари                             |
| Лучшая мужская роль               | • Раджеш Кханна  | «Преданность»                                               | Арун Варма и его сын Сурадж Саксена                         |                                                             |
| Лучшая мужская роль               | • Раджеш Кханна  | «Ittefaq»                                                   | Дилип Рой                                                   |                                                             |
| Лучшая женская роль               |                  | • Аша Парекх                                                | «Наследник»                                                 | Аша Чиббер                                                  |
| Лучшая женская роль               | • Нанда          | «Ittefaq»                                                   | Рекха                                                       |                                                             |
| Лучшая женская роль               | • Шармила Тагор  | «Преданность»                                               | Вандана Трипатхи                                            |                                                             |
| Лучшая мужская роль второго плана |                  | • Ашок Кумар                                                | «Четырнадцать лет спустя»                                   | Шивнат «Джогги Тхакур» Чаудхари                             |
| Лучшая мужская роль второго плана | • Балрадж Сахни  | «Цветок и два садовника»                                    | Кайлаш Нат Каушал                                           |                                                             |
| Лучшая мужская роль второго плана | • Пран           | «Слезы, ставшие цветами»                                    | Шамбху Манадев Рао                                          |                                                             |
| Лучшая женская роль второго плана |                  | • Бинду                                                     | «Ittefaq»                                                   | Рену                                                        |
| Лучшая женская роль второго плана | • Фарида Джалал  | «Преданность»                                               | Рену                                                        |                                                             |
| Лучшая женская роль второго плана | • Тануджа        | «Paisa Ya Pyaar»                                            | Дханно                                                      |                                                             |
| Лучшее исполнение комической роли |                  | • Джонни Уокер                                              | «Haseena Maan Jayegi»                                       | Гхаситарам Ашик                                             |
| Лучшее исполнение комической роли | • Мехмуд         | «Meri Bhabhi»                                               | Шамбу                                                       |                                                             |
| Лучшее исполнение комической роли | • Мехмуд         | «Waris»                                                     | Рам Кумар № 3, его мать                                     |                                                             |
| Лучший сюжет                      |                  | • Ришикеш Мукерджи                                          | «Четырнадцать лет спустя»                                   | «Четырнадцать лет спустя»                                   |
| Лучший сюжет                      | • Сачин Бхаумик  | «Преданность»                                               | «Преданность»                                               |                                                             |
| Лучший сюжет                      | • В. Ш. Канеткар | «Слезы, ставшие цветами»                                    | «Слезы, ставшие цветами»                                    |                                                             |

### Музыкальные премии
| Категории                       | Фото лауреатов     | Лауреаты и номинанты  | Фильмы             | Песни                         |
| ------------------------------- | ------------------ | --------------------- | ------------------ | ----------------------------- |
| Лучшая музыка к песне           |                    | • Лаксмикант-Пьярелал | «Единожды солгав…» | «Единожды солгав…»            |
| Лучшая музыка к песне           | • С. Д. Бурман     | «Преданность»         | «Преданность»      |                               |
| Лучшая музыка к песне           | • Шанкар-Джайкишан | «Chanda Aur Bijli»    | «Chanda Aur Bijli» |                               |
| Лучшие слова к песне            |                    | • Ананд Бакши         | «Единожды солгав…» | «Badi Mastani Hai»            |
| Лучшие слова к песне            | • Ананд Бакши      | «Преданность»         | «Kora Kagaz Tha»   |                               |
| Лучшие слова к песне            | • Нирадж           | «Chanda Aur Bijli»    | «Kal Ka Paiya»     |                               |
| Лучший мужской закадровый вокал | [[Файл:\|95px]]    | • Кишор Кумар         | «Преданность»      | «Roop Tera Mastana»           |
| Лучший мужской закадровый вокал | [[Файл:\|95px]]    | • Манна Дей           | «Chanda Aur Bijli» | «Kal Ka Paiya»                |
| Лучший мужской закадровый вокал | [[Файл:\|95px]]    | • Мохаммед Рафи       | «Единожды солгав…» | «Badi Mastani Hai»            |
| Лучший женский закадровый вокал |                    | • Лата Мангешкар      | «Единожды солгав…» | «Aap Mujhe Achche Lagne Lage» |
| Лучший женский закадровый вокал | • Лата Мангешкар   | «Возмездие»           | «Kaise Rahu Chup»  |                               |
| Лучший женский закадровый вокал | • Шарда            | «Chanda Aur Bijli»    | «Tere Ang Ka Rang» |                               |

### Технические награды
| Категории                            | Лауреаты и номинанты                        | Фильмы           |
| ------------------------------------ | ------------------------------------------- | ---------------- |
| Лучший диалог                        | • Пандит Ананд Кумар                        | «Anokhi Raat»    |
| Лучший сценарий                      | • Ришикеш Мукерджи                          | «Anokhi Raat»    |
| Лучший монтаж                        | • Б. С. Глаад                               | «Nanha Farishta» |
| Лучшая операторская работа           | • Камал Бос (чёрно-белое кино)              | «Anokhi Raat»    |
| Лучшая операторская работа           | • Фаредун Ирани (цветное кино)              | «Сын прокурора»  |
| Лучшая работа художника-постановщика | • Аджит Банерджи (чёрно-белое кино)         | «Anokhi Raat»    |
| Лучшая работа художника-постановщика | • А. Р. Каккад, Б. Т. Поддар (цветное кино) | «Tamanna»        |
| Лучший звук                          | • М. А. Шейх                                | «Ittefaq»        |

## Наибольшее количество номинаций и побед
- «Преданность» – 9 (3)
- «Единожды солгав…» – 5 (2)
- «Ittefaq» – 5 (2)
- «Anokhi Raat» – 4 (4)
- «Chanda Aur Bijli» – 4 (1)
- «Четырнадцать лет спустя» – 4 (1)